# Decadència
La Decadència es una época de la Literatura en catalán que comienza con la Edad Moderna, en el siglo XVI, hasta la Renaixença del siglo XIX. En parte, la Decadència es una construcción de los autores de la Renaixença y de críticos posteriores. Esta Decadència se contrasta con el esplendor del Siglo de Oro de la literatura en castellano. 
Se ha dicho que este período coincide con la castellanización de toda España y la degeneración de las instituciones de la Corona de Aragón, después de la unión de esta corona y la corona de Castilla, tras el casamiento de Fernando II de Aragón e Isabel I de Castilla.

## Contexto histórico
Pese al precoz acceso de la Literatura en catalán a la imprenta, con la aparición en 1474 de Les trobes en llaors de la Verge Maria, se dio en los años que siguieron una decadencia de la literatura catalana culta. Sin embargo, la lengua catalana siguió siendo usada por la administración y el pueblo. 

### El inicio del retroceso de la lengua

#### El proceso de sustitución lingüística

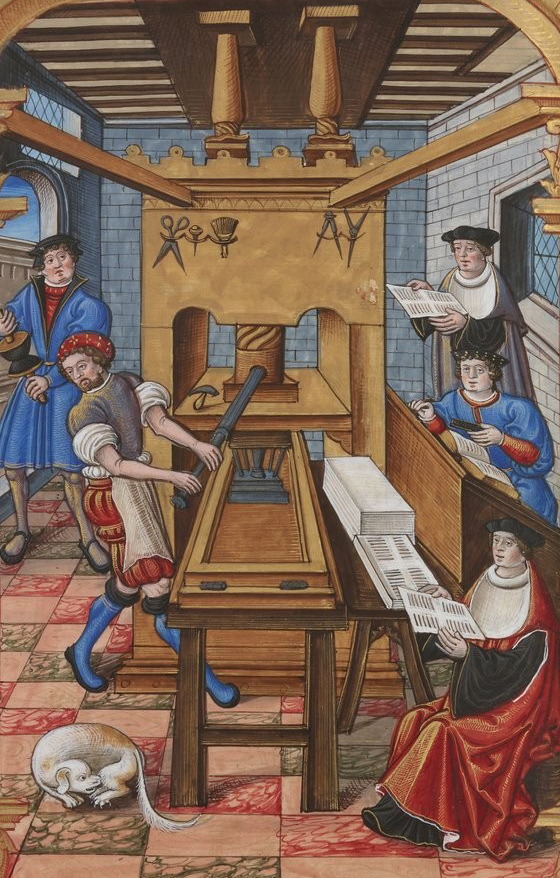
Imprenta del siglo XV

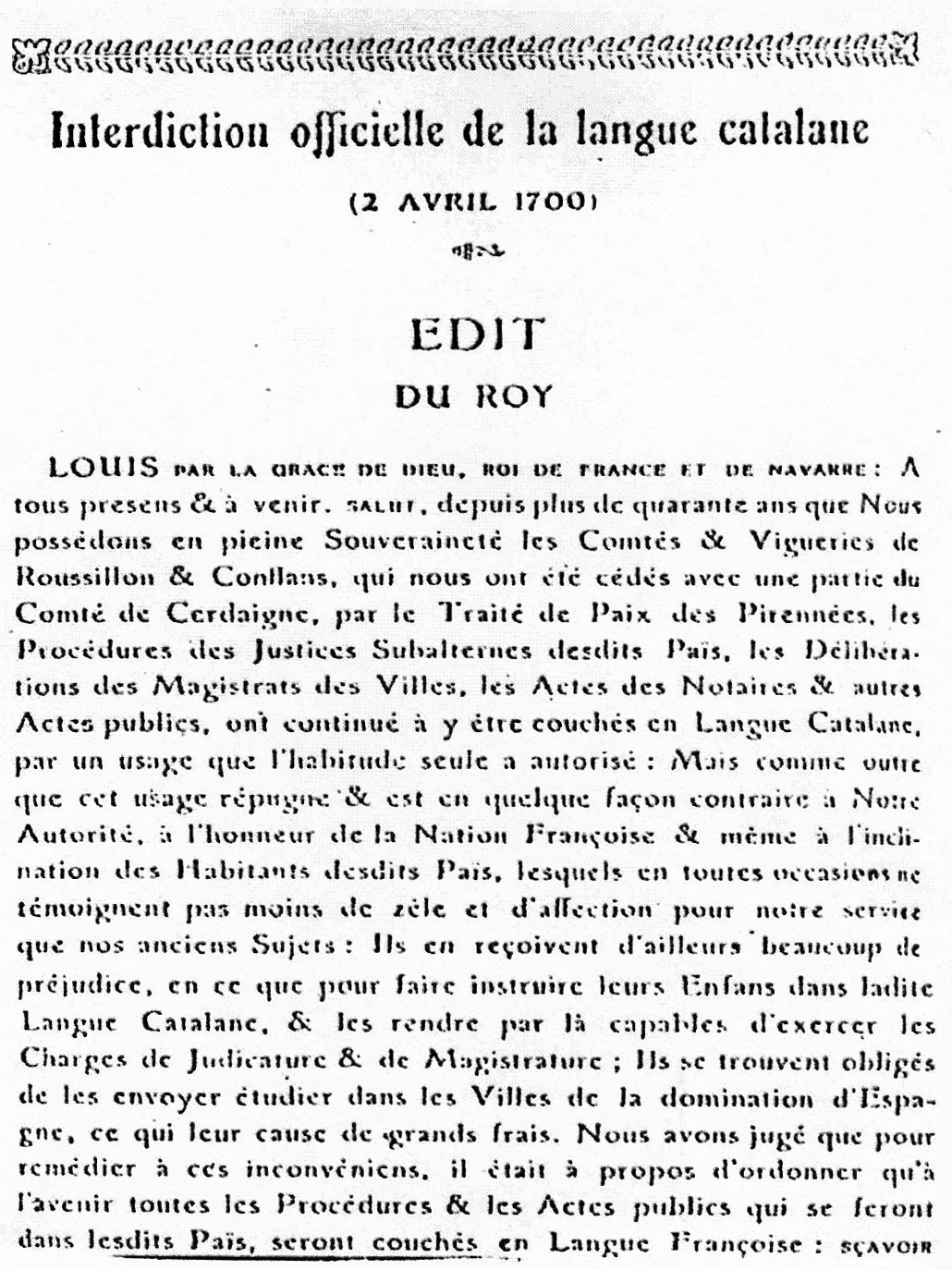
Decreto de Prohibición Oficial de la Lengua Catalana en el Rosellón.

Durante los siglos XVI y XVII el catalán continuará siendo la lengua de uso popular en todos los niveles: en la relación familiar, en la iglesia, en la administración, en la escuela, en los libros técnicos y de historia, etc. Sin embargo, el castellano se irá introduciendo en los Países Catalanes. Los hechos que aceleran la presencia del castellano en los territorios de lengua valenciana fueron:
1. La influencia de la corte castellana. Los Trastámara castellanos habían respetado el uso del valenciano y este no se resintió hasta que Fernando II de Aragón e Isabel I de Castilla se casaron y la Corona de Aragón quedó ligada al proyecto de monarquía hispánica gestado por los Reyes Católicos (1479-1516). Fruto de la castellanización de la corte, la aristocracia catalana se fue castellanizando.
2. El esplendor de la literatura castellana. Algunos escritores catalanes, deslumbrados por la literatura renacentista y barroca castellana cambiarán su lengua por la castellana (Juan Boscán)
3. La imprenta. La producción de libros en castellano irá desplazando la de libros en catalán por una cuestión de mercado.
4. La Guerra de los Segadores (1640-1659). Enfrentó a Cataluña con Felipe IV y el centralismo político español, y comportó la derrota de Cataluña y la cesión al estado francés, mediante el Tratado de los Pirineos (1659), de las comarcas del Rosellón, el Conflent, el Vallespir y la Alta Cerdaña. En estos territorios se prohibió el catalán.

#### La "Decadència"
Muchos estudiosos se refieren a los siglos XVI, XVII y XVIII de la cultura catalana con el término de "decadencia" para dar a entender el retroceso que sufrió el catalán durante estos años. Es, sin embargo, un término impreciso, puesto que no refleja la realidad total de la lengua, sino solamente una parte, la que afecta a la producción culta. Aun así la lengua oral y escrita de las clases populares en los territorios catalanohablantes continuará siendo el catalán, al menos hasta el siglo XVIII.
A pesar del descenso cuantitativo y sobre todo cualitativo de las producciones literarias cultas en lengua catalana, podemos señalar unos cuántos nombres: Cristòfor Despuig, autor de los Col·loquis de la insigne ciutat de Tortosa (1557), Pere Serafí, Francesc Vicens Garcia (el "rector de Vallfogona"), Francesc Fontanella, Juan Ramis, etc.

#### La Guerra de Sucesión y los Decretos de Nueva Planta

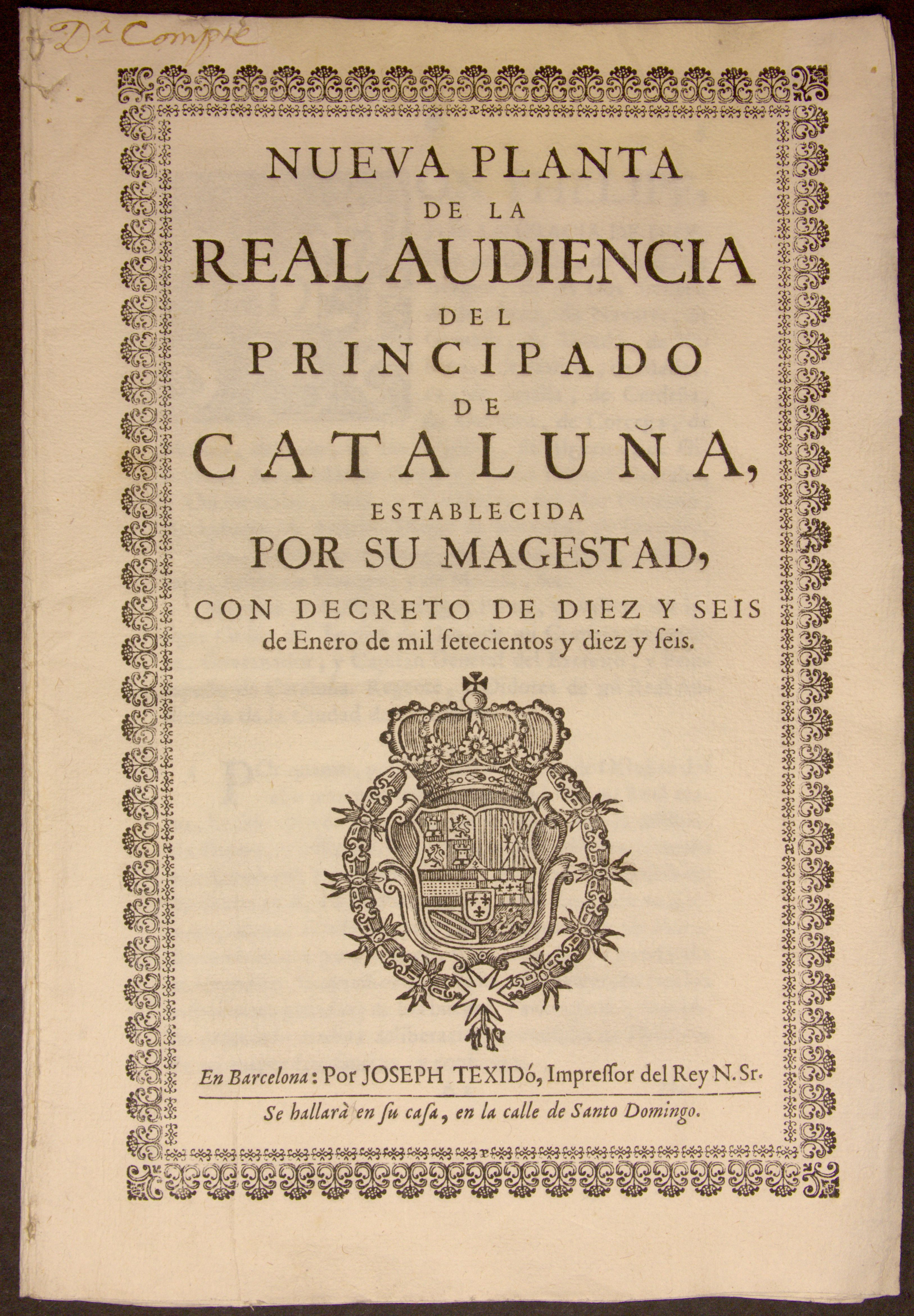
[http://books.google.es/books?id=epd1t_OqzSIC&hl=es&source=gbs_navlinks_s Nueva Planta de la Real Audiencia del Principado de Cataluña.

El año 1700 muere sin descendencia Carlos II, y estalla una guerra entre los partidarios del archiduque Carlos de Austria y los de Felipe de Anjou, de la dinastía absolutista de los Borbones. La Corona de Aragón se posicionó a favor del archiduque, que acabó derrotado. Las consecuencias para el uso de la lengua catalana serían considerables, puesto que el nuevo soberano, Felipe V, promulgó los Decretos de Nueva Planta, según los cuales, en los territorios de la Corona de Aragón, se suprimían los derechos y las instituciones forales, y se producía una castellanización de la administración pública que abarcaba a la Real Audiencia, la Capitanía General, y otros elementos de la administración regia, como las corregidurías, o veguerías.
La creciente castellanización durante los siglos anteriores ya había ocasionado una cierta crisis en la conciencia idiomática unitaria [cita requerida], que se acentuó a partir de la promulgación de los Decretos de Nueva Planta. La voluntad central de hacer menguar la lengua y la cultura de La Corona de Aragón se aceleró el 20 de febrero de 1712 cuando se dictaron instrucciones secretas a los corregidores del territorio Aragonés "para el ejercicio de sus empleados": "Pondrá el mayor cuidado en introducir la lengua castellana, a cuyo fin dará las providencias más templadas y disimuladas para que se consiga el efecto, sin que se note el cuidado".
La aplicación del Decreto de Nueva Planta de la Real Audiencia del Principado de Cataluña no imponía limitaciones legales al uso de la lengua catalana en las administraciones locales, ni en actividades reguladas como aquellas ejercidas por los miembros de los colegios notariales. De hecho, en la propia Real Audiencia, el conocimiento de los usos escritos de la lengua catalana continuó siendo imprescindible durante la mayor parte del siglo XVIII.

## Autores
Los autores más conocidos de este período son Francesc Vicenç Garcia, Francesc Fontanella, 
Josep Romaguera, Juan Ramis en Menorca y Lluís Galiana en Valencia. 
Fontanella y Vicenç Garcia escribieron obras teatrales y trabajos líricos, incluyendo temas religiosos y eróticos. Romaguera fue conocido por sus obras en oratoria, destacando sus sermones en castellano, así como la única muestra de literatura emblemática publicada en catalán, Atheneo de grandesa, en 1681. Ramis destacó por sus obras de teatro, como Lucrècia (1769) y Rosaura o el més constant amor (1783). Galiana fue un dominico que escribió sobre filosofía, santorales, poesía y trabajos de historia local en latín, castellano y valenciano.

## Decadencia
Durante el siglo XV, tuvo lugar el Compromiso de Caspe (1412) donde se eligió como rey a Fernando de Antequera (1410-1416), lo que introdujo en Cataluña la dinastía de los Trastámara. La lengua de la corte pasó a ser la castellana. El año 1479 se produjo la unión dinástica de Aragón y Castilla que, aunque jurídicamente no cambió nada, sí que tuvo consecuencias negativas para Cataluña:
- Pérdida de fuerza de las clases dirigentes autóctonas y sumisión política de la Corona que puso en peligro el catalán como lengua de cultura.
- Además, Castilla pasó a ser durante los siglos XVI y XVII una potencia mundial.
- Fueron los siglos de oro de la literatura castellana y por tanto, la mayoría de los escritores catalanes escribieron en castellano, configurándose así la idea de que el catalán no es una lengua apta para la literatura ni, en general, para la cultura, circunstancias que provocan una decadencia grave de la literatura catalana culta.

### Renacimiento

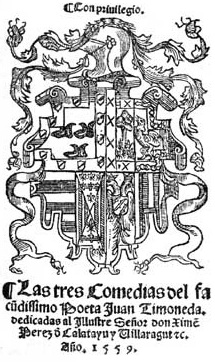
Portada de Las Tres Comedias de Joan Timoneda.

La literatura en catalán, sin romper con la tradición medieval, recuperó algunos de los cánones estéticos y de los modelos formales del clasicismo. Pero la tradición por el estudio de las lenguas clásicas, característica del humanismo, no impidió el desarrollo de la literatura en lenguas vulgares. Mientras la minoría aristocrática vacilaba entre el uso de las lenguas latinas, español y catalán, la mayoría popular continuó rehaciendo y ampliando en la lengua propia la tradición que había elaborado en el transcurso de los siglos. 

#### Prosa
La prosa más valiosa del periodo son Los col·loquis de la insigne ciutat de Tortosa (1557) de Cristòfor Despuig, tanto por el uso del diálogo, una forma literaria clásica, como por el espíritu crítico de su autor, en una prosa noble con algunos ecos erasmistas. Dentro también de la narrativa histórica, hay que señalar las crónicas de Pere Miquel Carbonell, Pere Antoni Beuter y la novela alegórica representada por L'espill de la vida religiosa, obra anónima publicada en 1515, atribuida por algunos a Miquel Comalada, con influencias lulianas y reformistas que estaban alcanzando una verdadera proyección europea.
En el campo de la literatura de entretenimiento, aparecen las novelle y las facecias como las de Jordi Centelles y Joan Timoneda. Durante esta época funcionaba en Valencia un teatro de intención realista y satírica que da muestras tan espléndidas como La vesita de Joan Ferrandis d'Herèdia.

#### Poesía
El mejor poeta en catalán del momento fue Pere Serafí, quien alternó el idealismo amoroso de inspiración petrarquista o ausiasmarquista con la glosa de refranes y canciones populares. Otros poetas, como Andreu Martí Pineda y Valeri Fuster, insistieron con una cierta originalidad en los modelos costumbristas valencianos de finales del siglo XV. Los poemas de Joan Pujol, ya en la segunda mitad del siglo XVI, y los actos sacramentales de Joan Timoneda reflejan el cambio de la contrarreforma que tenía que culminar con el barroco. Con la contrarreforma desaparece el espíritu de crítica y de búsqueda para propugnar una visión más rígida y ascética de la vida.

### Barroco

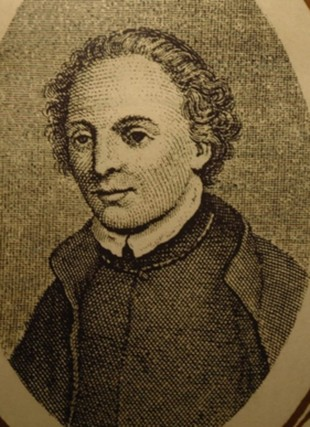
Francesc Vicent García, Rector de Vallfogona, en un grabado difundido el año 1840

Las primeras manifestaciones propiamente barrocas (autores anteriores como Joan Timoneda o Joan Pujol pueden considerarse como unos síntomas literarios iniciales de la contrarreforma) no se produjeron hasta los inicios del siglo XVII y se prolongaron durante todo el siglo XVIII ya con elementos de estética rococó.
En este periodo se recibieron claras influencias del gran barroco castellano, con autores como Garcilaso de la Vega, Góngora, Quevedo, Calderón de la Barca, Baltasar Gracián, etc., que actuaban sin mucha relación entre unos y otros.
Una figura crucial del barroco en catalán fue el poeta y comediógrafo Francesc Vicent Garcia i Torres, quien fue el único que consiguió formar una escuela que le imitó en aquellos aspectos más secundarios y que se prolongó hasta bien entrada en siglo XIX. Francesc Fontanella y Josep Romaguera aportarían también destacadas contribuciones durante el barroco.
El momento culminante de esta corriente puede situarse durante la Guerra de los Segadores, cuando aparecieron intentos ya conscientes de novar y revitalizar la cultura en catalán y que fracasó con la derrota de las tropas catalanas. Hay que destacar la obra poética y dramática de Francesc Fontanella. Otras figuras del barroco en catalán fueron Pere Jacint Morlà y Josep Blanch, también de mediados del siglo XVII. Josep Romaguera, entre los siglos XVII y XVIII, mantenía con relativa eficacia estos propósitos. Agustí Eura Joan de Boixadors, Guillem Roca i Segui y Francesc Tagell, de la primera mitad del siglo XVIII, insistieron con desigual fortuna.

### Ilustración

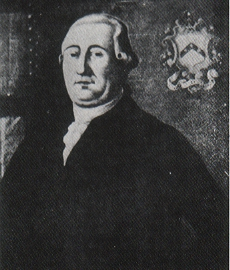
Juan Ramis

Desde finales del siglo XVIII, la filosofía crítica y la erudición lingüística e histórica de la Ilustración habían renovado todo el concepto de cultura. Nace una nueva mentalidad que consideraba que la obra había de ser útil o no ser. Es una época de inicios de actividades científicas y de un desprecio razonado de la lírica gratuita. La máxima consideración la obtenían los textos de moral o pedagogía.
En Cataluña estuvo representada por un grupo brillante, siguiendo la iniciación metodológica del valenciano Jacint Segura retomada por el impulso del obispo Ascensi Sales. Hay que destacar también la novela del alicantino Pedro Montengón, Eusebio, escrita en castellano. También hay que destacar un grupo formado por diversos traductores y escritores como Francesc Mulet, Antoni Febrer así como Juan Ramis y sus piezas de teatro neoclásico, entre las cuales destaca Lucrècia.
Puede afirmarse que la literatura en catalán en este periodo fue prácticamente inexistente por lo que se refiere a la literatura culta, ya que la mayoría de los ilustrados prefirieron en su expresión lenguas más internacionales, como el propio gran erudito Gregorio Mayáns y Siscar. Únicamente han perdurado el conjunto de los géneros populares como portavoces más cualificados de la época. El terreno era el teatro jocoso y satírico (entremeses) con textos, la mayoría inéditos, redactados por no profesionales; y también epistolarios, narraciones privadas y dietarios que reflejan la mentalidad de la época, de que son muestra los cincuenta y dos volúmenes del Calaix de sastre del Barón de Maldà, situado en el lado opuesto a la ilustración al preludiar la literatura costumbrista que tanto éxito alcanzará en el romanticismo. 
La poesía popular, espontánea y multiforme, confirió a la literatura del siglo XVIII unos títulos con una categoría superior a los alcanzados por los intentos cultos. Esta literatura popular sólo compartía con la ilustración la época y el hecho de desarrollarse bajos los signos de "naturaleza" y "libertad". Pero sobre todo estaba asociada con la lengua del pueblo. 
A principios del siglo XIX, y gracias al conde d'Aiamans y al autor anónimo de Lo Temple de la Glòria, ya se incorporan algunos elementos románticos.

### Romanticismo

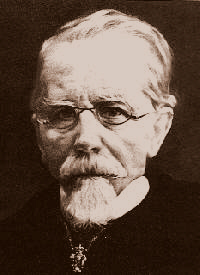
Joaquim Rubió i Ors.

El primer romanticismo, planteado en temas inequívocamente catalanes, fue escrito básicamente en lengua castellana. Hacia finales de este periodo, sin embargo, ya se empezó a tomar consciencia de la contradicción que existía entre el contenido y el público al que se dirigía y la lengua en que se realizaba. Así, por ejemplo, Pere Mata escribió un largo poema en catalán El Vapor (1836) y Joaquim Rubió i Ors empezó a publicar sus poemas en el Diario de Barcelona (1839).
En esta época se forma una intelectualidad burguesa de inspiración liberal, joven y combativa y, en muchos casos, revolucionaria. La evolución de los hechos, con escritores exiliados o recluidos en la clandestinidad, no permitió su eclosión. Algunos, como Manuel Milá y Fontanals y su gripo, renegaron de los inicios liberales. Otros, como Antoni Ribot i Fontserè o Pere Mata, emigraron a Madrid.
Entre 1844 y 1870, el romanticismo conservador, más o menos teñido de elementos populares o clásicos, monopolizó las letras en catalán. Algunos, como Víctor Balaguer, insistieron en una literatura que fuera también un instrumento de progreso.